# ビザンチン帝国下のダンス
ビザンチン帝国下のダンスの芸術は、古代末期から中世の間に、首都ビザンチウム、後にコンスタンティノープルと改称された都市を中心に発展した。ビザンティン文化の芸術の発展は古代ローマの異教よりもギリシャの文化やキリスト教を志向していた。ビザンチン帝国は西暦4世紀から1453年までの1000年以上存続した。

## 歴史
プラトンの法律 (対話篇)に記されているように、古典古代期の古代ギリシアにおいて、踊りは元々教育目的で行われていた。
しかし、ギリシャ文化が徐々にローマ化するにつれ、教育的な価値は低下し、娯楽目的となっていった。この当時、踊り手の地位は他の芸術家に比べて低いものであった。
キリスト教の影響は再び変化をもたらした。当初、東ローマ帝国は異教起源を理由に踊りを禁止しようとしていた。しかし、次第にキリスト教に改宗した膨大な数のギリシャ人に対して正教会は譲歩し、踊りを洗練して精神性を高めることによって受け入れるようになっていった。この状況の変遷は、キリスト教以前の祝祭日、伝説、象徴に関する、キリスト教での再解釈の経緯に類似している。その結果、ビザンチン帝国下と現代ギリシャの間にも舞踊における類似点が残っている。

## 踊りの種類
教会の承認を得た踊りは、集団の踊りで、男性達が女性とは別になって、厳粛で慎重な動作で列または円で踊るのが典型的であった。しかし、この当時の踊りに関する情報は非常に少ない。ビザンティン芸術の主な対象は教会論であり、踊りに言及することはまれであった。
東ローマ帝国期、及びその芸術を受け継ぐ踊りについて、いくつかのイメージが彫刻、ミニチュア、写本などに残されているが、教会のフレスコ画に残されているのは主に宗教的な題材で、そこにはあまり残っていない。
Phaidon Koukoules は、著書の Life and Culture of the Byzantines にその当時の踊りに関する既知の全ての言及をまとめている。その文章からは復活祭での女性の踊りやカレンズの夜に行われる仮装での風刺的な舞踊の存在、Roussalia の祭りで若い男たちの巡回楽団で踊っていたことなどが窺える。結婚式、居酒屋、そして宴会で踊りがあった。裕福な人々はプロのハープ奏者や若者や乙女たちを踊りに招き、踊り手の敏捷さや巧妙な脚さばきを鑑賞していた。また、劇場の舞台でフルートやギターの伴奏で踊りを見せる公演についても言及している。

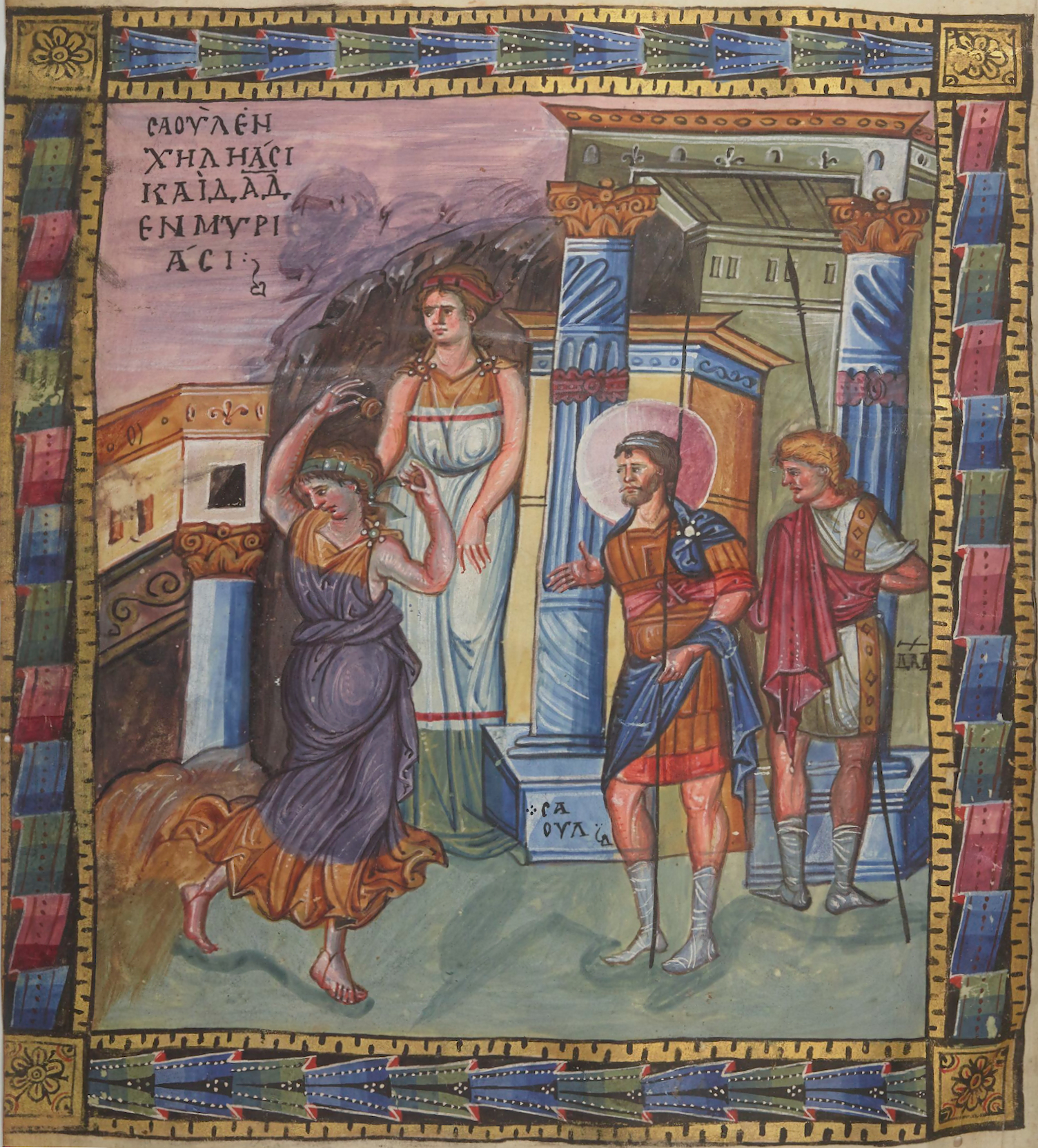
David glorified by the women of Israel, ビザンチン期の踊りの例：Paris Psalter 写本より

当時の踊り自体に関する言及はわずかであるが、踊りはしばしば交じり合っていたことは知られている。踊りのリーダーはkoryphaios (κορυφαίος) 或いは chorolektes (χορολέκτης) と呼ばれて、歌を歌い始める役割があり、踊りの輪の維持に気を配っていた。
テッサロニキの Efstathios は、踊り手達が輪で踊り始め。最後は踊り手同士が向き合って終わる踊りに言及している。輪から外れている踊り手は両手を高く上げたり左右に振っていた。踊り手はフィンガーシンバルやバンダナの類のものを手に持ち、長袖をまとって踊りの動きを強調していた。踊り手は踊りながら歌を歌い、時には一斉に、時には控えめに歌い、踊りのリーダーの歌った詩を反復した。見物人も拍手や歌で参加し、プロの歌手やミュージシャンはその状況に合わせて歌詞に曲をつけていた。
コンスタンティノープルでは、重要な行事の度に民衆の踊りで大規模に祝われていた。例えば、勝利を収めたビザンチンの軍隊の凱旋時には、市民は通りを駆け回り、兵士たちと踊り、歓喜の声を上げていた。また、イースターとクリスマスにテオフィラクト総主教の許可の元に教会の中で人々が踊っていたとの記録がある。
また、皇帝をからかって踊り、即興の歌を歌ったりしていた。兵士たちは訓練の一環として踊り、その後に娯楽のためにも踊った。戦車競走などの競技の勝者達はその競技場で踊り、船乗りたちは迷路の螺旋をまねるかのように、体をよじったり回転したりする柔弱な踊りを踊った。

### 知られている踊り
民俗的に踊られていたのは以下の踊りが知られている。
- シルトス (ギリシア語: Συρτός "引きづる踊り"の意)
- ハイポルケマ（英語版）  (ギリシア語: ὑπόρχημα 或いは Γερανός、Αγέρανος "輪舞"の意)
- Mantilia (ギリシア語: Μαντίλια 或いは Μαντήλια "カーチーフ"の意)
- Saximos (ギリシア語: Σάξιμος)
- 戦士の踊り（英語版）(ギリシア語: Πυρρίχιος 或いは Πυρρίχη)
- コルダカス（英語版）(ギリシア語: Κόρδακας 或いは Κόρδαξ "卑猥な踊り"の意)

### 宮廷舞踊
帝国の最盛期には、宮廷生活は「ある種のバレエ」を踊るようなもので、あらゆる種類の規定に従って、正確に儀式を行っており、これによって「帝国の力は調和と秩序の下で行使される」ことを示し、皇帝コンスタンティノス7世は「帝国は、創造主によって作られたこの世界の動静を反映する」として、宮廷の年次計画を非常に詳細に記述した「儀式書」を執筆するほどであった。
それぞれの場面に応じて、多くの階級の人々に特別の服装が定められており、皇帝や皇后の晩餐会では、様々な役人達がそれぞれの集団で儀式用の踊りを踊っていた。一つ目の集団では、青と白の儀式用の短袖と金の帯の衣装を身に付けて、足首に輪をつけて、手には phengia と呼ばれるものを持って踊っていた。2つ目の集団も同じように行うが、緑と赤の色を金色のバンドで分割した装いで踊る。これらの色は昔の戦車競走の派閥の
印であったが、その4つの色は青と緑に統合されていき、公式の身分階層に組み込まれていった。
一部のダンス歴史家は、役人たちの宮廷での踊りは、抑制された「様式化された散歩」のようなものであったと想像している。
しかし、1050年頃にビザンチン皇帝によってハンガリーに送られた Monomachus Crown のエナメルの銘板には、両手を頭の上において、頭と片脚を後ろに引いた女性が、礼儀正しく踊っている様が記されている。そこには、縄跳びの時の様に、彼女たちは頭の上に長い帯状の布を振っている様を見ることができる。

## 楽器
踊りのためのビザンチン期の音楽楽器には以下のものがあった。
- ギター類
- フルート（単管、二重管、複数の管を持つもの）
- Sistrum (ギリシア語: Σείστρον) ベルが付随するタンバリン
- Timpani (ギリシア語: Τυμπάνι) ドラム
- Psaltirio (ギリシア語: Ψαλτήρι(ο)ν) プサルタ
- リラ (ギリシア語: Λύρα)
- Keras (ギリシア語: Κέρας) ホルン
- Kanonaki (ギリシア語: Κανονάκι))